# Шапошников (хутор)
Шапошников — хутор в Алексеевском районе (городском округе, с 2018) Белгородской области, входит в состав Меняйловского сельского поселения.

## География
Расположен в восточной части области, в 10 км к юго-востоку от районного центра, города Алексеевки.
Улица одна: ул. Луговая.

## История
Упоминается в Памятной книжке Воронежской губернии за 1887 год как «хуторъ Шапошниковъ» Щербаковской волости Бирюченского уезда.

## Население
| 2002 | 2010 |
| ---- | ---- |
| 24   | ↘14  |

### Историческая численность населения
К 1887 году число жителей обоего пола — 261, число дворов — 33.

## Известные люди
Димова (Шапошникова), Анна Васильевна (1928) — передовик советского сельского хозяйства, Герой Социалистического Труда (1950).

## Инфраструктура
Личное подсобное хозяйство с зоной сельскохозяйственного использования, индивидуальная застройка усадебного типа.
Основа экономики — сельское хозяйство.

## Транспорт
Деревня доступна автотранспортом.